# Francisco Mujica
Francisco Mujica (nascido em 20 de fevereiro de 1936) é um ex-ciclista venezuelano que foi um dos atletas a representar o seu país nos Jogos Olímpicos de 1960, em Roma.